# Liverpool (Album)
Liverpool ist das zweite und letzte Studioalbum der britischen Band Frankie Goes to Hollywood, das im Oktober 1986 erschien.

## Entstehung
Nach dem Erfolg von Welcome to the Pleasuredome und der dazugehörigen Tournee begannen die Aufnahmen zu Liverpool in Irland. Peter Gill, Brian Nash und Mark O’Toole wollten kursierenden Gerüchten entgegentreten, dass Debütalbum sei ohne ihre musikalische Beteiligung aufgenommen worden. Die als „chaotisch“ bezeichneten Aufnahmen wurden von Irland nach Ibiza und wieder nach Irland zurück, dann in die Niederlande, auf die Kanalinsel Jersey und schließlich wieder in die Niederlande verlagert, wo das Album Mitte 1986 mit Stephen Lipson als Produzent fertiggestellt wurde.
Geschrieben wurden die Lieder alle gemeinsam von den Frankie-Goes-to-Hollywood-Mitgliedern Peter Gill, Holly Johnson, Brian Nash und Mark O’Toole. Für die Produktion aller Lieder zeichnete alleine Stephen Lipson verantwortlich. Auch Trevor Horn, bei dessen Label die Band unter Vertrag stand, war an der Produktion beteiligt.

## Veröffentlichung
Die Erstveröffentlichung von Liverpool erfolgte am 20. Oktober 1986 bei ZTT Records. Das Album erschien in seiner Originalausführung als CD (Katalognummer: ZCIDQ 8) und LP (Katalognummer: ZTT/Island 207 896) mit acht Titeln. Am 7. Juli 2000 erschien eine remasterte CD-Ausführung bei Repertoire Records (Katalognummer: REP4897), die zudem um zwei Bonustitel erweitert wurde. Am 17. Juni 2011 erschien eine Deluxeversion als CD und Download bei Union Square Records (Katalognummer: USALVOMDCD19), die um eine zweite CD erweitert wurde, welche diverse Remixe umfasst.

## Artwork
Die Coverfotografien stammen von Anton Corbijn. Der Albumtitel geht auf eine Idee von ZTT-Mitgründer Paul Morley zurück:

“When we came to discuss the second album’s title, I wanted to call it Liverpool because that’s where they were going back to. I knew it was all over. Holly wanted to call it something like The Jewelled Minds of Persia.”

„Als wir wegen des Titels des zweiten Albums diskutierten, wollte ich es Liverpool nennen, denn dorthin würden sie zurückkehren. Ich wusste, dass alles aus war. Holly wollte einen Titel in der Art von The Jewelled Minds of Persia (Die edelsteinbesetzten Seelen von Persien).“

## Titelliste

### Original
1. Warriors of the Wasteland – 4:58
2. Rage Hard – 5:03
3. Kill the Pain – 6:16
4. Maximum Joy – 5:32
5. Watching the Wildlife – 4:18
6. Lunar Bay – 5:42
7. For Heaven’s Sake – 4:29
8. Is Anybody Out There? – 7:25

Bonustitel (Remastered Edition)
1. (Don’t Lose What’s Left) of Your Mind
2. Suffragette City (Original: David Bowie)

### Deluxe Edition
CD 1
1. Warriors of the Wasteland – 4:54
2. Rage Hard – 5:08
3. Kill The Pain – 6:16
4. Maximum Joy – 5:30
5. Watching the Wildlife – 4:19
6. Lunar Bay – 5:42
7. For Heaven’s Sake – 4:30
8. Is Anybody out There? – 7:28
9. The Waves – 2:44
10. Pamela – 0:22 (Spoken)
11. Pocket Vibrator – 3:32 (Monitor mix Sarm sessions October 1986)
12. Suffragette City – 3:35
13. Roadhouse Blues – 4:06
14. (I Can’t Get No) Satisfaction – 4:50 (Monitor mix Sarm sessions May 1986)
15. (Don’t Lose What’s Left) Of your little mind – 6:14
16. Rage Hard (voiceless) – 5:07

CD 2
1. Rage Hard (Montreux mix) – 5:34
2. Warriors of The Wasteland (Montreux mix) – 3:19
3. Warriors cassetted – 19:58
4. Wildlife Cassetted – 24:26
5. Our Silver Turns to Gold – 3:44 (Monitor mix Ibiza sessions May 1985)
6. Delirious – 3:12 (Monitor mix Ibiza sessions October 1985)
7. Stan – 0:42 (Spoken)
8. For Heaven’s Sake – 7:55 (Monitor mix Wisseloord sessions March 1986)

## Singleauskopplungen
| Jahr | Titel                     | Höchstplatzierung, Gesamtwochen/‑monate, AuszeichnungChartplatzierungen (Jahr, Titel, , Platzierungen, Wochen/Monate, Auszeichnungen, Anmerkungen) | Höchstplatzierung, Gesamtwochen/‑monate, AuszeichnungChartplatzierungen (Jahr, Titel, , Platzierungen, Wochen/Monate, Auszeichnungen, Anmerkungen) | Höchstplatzierung, Gesamtwochen/‑monate, AuszeichnungChartplatzierungen (Jahr, Titel, , Platzierungen, Wochen/Monate, Auszeichnungen, Anmerkungen) | Höchstplatzierung, Gesamtwochen/‑monate, AuszeichnungChartplatzierungen (Jahr, Titel, , Platzierungen, Wochen/Monate, Auszeichnungen, Anmerkungen) | Anmerkungen                                               |
| Jahr | Titel                     | DE | AT | CH | UK | Anmerkungen                                               |
| ---- | ------------------------- | --- | --- | --- | --- | --------------------------------------------------------- |
| 1986 | Rage Hard                 | DE1 (19 Wo.)DE | AT12 (4 Mt.)AT | CH5 (12 Wo.)CH | UK4 Silber · (7 Wo.)UK | Erstveröffentlichung: 22. August 1986 Verkäufe: + 250.000 |
| 1986 | Warriors of the Wasteland | DE7 (16 Wo.)DE | — | CH13 (8 Wo.)CH | UK19 (10 Wo.)UK | Erstveröffentlichung: 18. November 1986                   |
| 1987 | Watching the Wildlife     | DE23 (9 Wo.)DE | — | — | UK28 (8 Wo.)UK | Erstveröffentlichung: 23. Februar 1987                    |

## Ausstieg von Holly Johnson
Nach der auf die Veröffentlichung folgenden Tournee kam es zum Bruch mit Sänger Holly Johnson aufgrund der Knebelverträge mit ZTT Records. Die Auflösung der Band wurde im April 1987 bekanntgegeben. Simon Reynolds beschreibt die Vertragssituation der Band mit dem Plattenlabel in seinem Buch „Rip it Up“ nach einem Zitat von Paul Morley als „Deal aus den Fünfzigerjahren“ mit Tantiemen von fünf Prozent und der Abtretung der Urheberrechte an den Verlag „Perfect Song“, einer Tochtergesellschaft von ZTT. Prozesse seitens des Plattenlabels ZTT Records wurden im Januar 1988 an einem Londoner Gericht zugunsten von Johnson entschieden, der daraufhin eine Solokarriere begann.

## Rezeption
Alex S. Garcia von Allmusic gab dem Album 2,5 von fünf Sternen. Das Album sei „keine so schlechte Kostprobe“ der Musik der 1980er-Jahre. Garcia hob dabei die „makellose Produktion“ des Albums durch Trevor Horn hervor.

## Kommerzieller Erfolg
Das Album galt aufgrund der hohen Produktionskosten, die sich auf das Doppelte der des Debütalbums belaufen haben sollen, als kommerzielle Enttäuschung.

### Chartplatzierungen
Liverpool avancierte zum Top-10-Erfolg in Deutschland, den Niederlanden und dem Vereinigten Königreich (Rang 5), Österreich und der Schweiz (je Rang 7) sowie in Norwegen (Rang 8).
| ChartsChartplatzierungen       | Höchstplatzierung | Wochen/ Monate |
| ------------------------------ | ----------------- | -------------- |
| Deutschland (GfK)              | 5 (25 Wo.)        | 25 Wo.         |
| Österreich (Ö3)                | 7 (3 Mt.)         | 3 Mt.          |
| Schweiz (IFPI)                 | 7 (13 Wo.)        | 13 Wo.         |
| Vereinigte Staaten (Billboard) | 88 (13 Wo.)       | 13 Wo.         |
| Vereinigtes Königreich (OCC)   | 5 (13 Wo.)        | 13 Wo.         |

| ChartsJahrescharts (1987) | Platzierung |
| ------------------------- | ----------- |
| Deutschland (GfK)         | 52          |

### Auszeichnungen für Musikverkäufe
| Land/Region                  | Auszeichnungen für Musikverkäufe (Land/Region, Auszeichnung, Verkäufe) | Verkäufe |
| ---------------------------- | ---------------------------------------------------------------------- | -------- |
| Deutschland (BVMI)           | Gold                                                                   | 250.000  |
| Frankreich (SNEP)            | Gold                                                                   | 100.000  |
| Neuseeland (RMNZ)            | Gold                                                                   | 10.000   |
| Vereinigtes Königreich (BPI) | Gold                                                                   | 100.000  |
| Insgesamt                    | 4× Gold ·                                                              | 460.000  |